# UDP-glucose 4-épimérase
L'UDP-glucose 4-épimérase, ou UDP-galactose 4-épimérase (GALE), est une épimérase homodimérique présente chez les bactéries, les mycètes, les plantes et les mammifères, qui catalyse la réaction :
UDP-glucose  {\displaystyle \rightleftharpoons }  UDP-galactose.
Cette enzyme intervient à l'étape finale de la voie de Leloir, de dégradation du galactose. Elle requiert du NAD+ comme cofacteur. Chez l'homme et chez certaines bactéries, cette enzyme est également capable d'agir sur l'UDP-N-acétylglucosamine pour former de l'UDP-N-acétylgalactosamine en présence de NAD+, étape initiale de la biosynthèse de glycoprotéines et de glycolipides.